# سپیدار (محله)

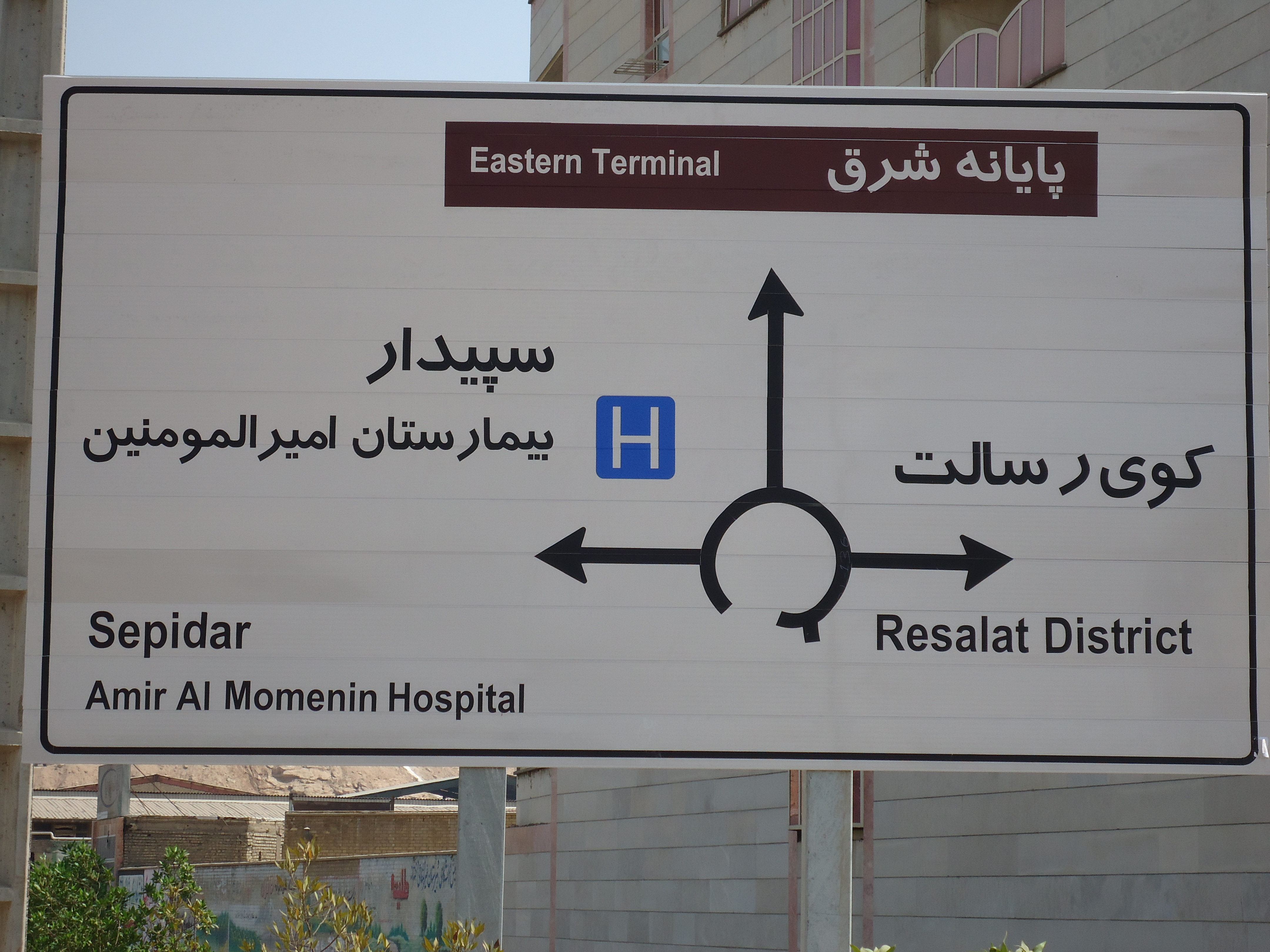
تابلوی راهنمای محله سپیدار

محله سپیدار یا کوی شهید رجایی یکی از منطقه‌های اهواز است که در شرق این شهر قرار گرفته‌است. این منطقه از فنی و حرفه‌ای سپیدار آغاز شده و تا بیمارستان امیرالمؤمنین(سپیدار) ادامه دارد. این منطقه شامل چند محله گوناگون می‌شود که ازجمله آن‌ها می‌توان به دو، سه، چهار اتاقه‌ها و منازل آجر قرمزها نام برد. این منطقه پیشتر به‌دلیل حضور خانواده‌های جنگزده به نوعی فرهنگ حاشیه نشینی پیدا کرده بود که با تخریب آن‌ها در سال ۱۳۷۸ این منطقه شروعی تازه پیدا کرد و بافت فرهنگی- جمعیتی آن تغییر یافت و شهروندان قدیمی آن در کنار موج مهاجرت به این منطقه که با نوسازی و آپارتمان سازی در آن همراه بود فرهنگی جدید کسب کردند که اکنون این منطقه به یکی از خاستگاههای طبقه متوسط شهری در اهواز مبدل شده‌است.
این محله به‌دلیل برخورداری از بسیاری از امکانات شهری با استقبال برای سکونت یا ادامه سکونت مواجه شده که پس از تغییرات سریع سال‌های ابتدایی دهه هشتاد اینک به ثبات جمعیتی رسیده‌است.
در این محله دو بازارچه، پنج نانوایی، دو مسجد، فنی و حرفه‌ای سپیدار، بیمارستان سپیدار، بهزیستی، اتوبوسرانی، طب کار، دو جایگاه سوخت رسانی، نمایندگی ایران خودرو و چندین مدرسه مختلف قرار گرفته‌است.
نقشه سپیدار